# Vonore
Vonore é uma cidade  localizada no estado norte-americano de Tennessee, no Condado de Blount e Condado de Monroe.

## Demografia
Segundo o censo norte-americano de 2000, a sua população era de 1162 habitantes.
Em 2006, foi estimada uma população de 1440, um aumento de 278 (23.9%).

## Geografia
De acordo com o United States Census Bureau tem uma área de
30,7 km², dos quais 22,5 km² cobertos por terra e 8,2 km² cobertos por água. Vonore localiza-se a aproximadamente 248 m acima do nível do mar.

## Localidades na vizinhança
O diagrama seguinte representa as localidades num raio de 20 km ao redor de Vonore.